# آنتونوف ای‌ان-۱۷۸
آنتونوف ای‌ان-۱۷۸ (اوکراینی: Антонов Ан-۱۷۸) یک هواگرد ترابری نظامی دامنهٔ کوتاه تا متوسط است که توسط شرکت اوکراینی آنتونوف و بر اساس آنتونوف-۱۵۸ (آنتونوف ۱۴۸ بهبودیافته) طراحی شده‌است. در ۵ فوریه ۲۰۱۰ این هواپیما معرفی شد، در تاریخ ۱۶ آوریل ۲۰۱۵ از آن پرده‌برداری گشت و در ۷ مه ۲۰۱۵ برای نخستین بار به پرواز درآمد.
آنتونوف-۱۷۸ برای جایگزینی هواپیماهای منسوخ مانند آنتونوف ای‌ان-۱۲، آنتونوف ای‌ان-۲۶ و آنتونوف ای‌ان-۳۲ پیشنهاد شد. این هواپیما از لحاظ اویونیک از شباهت به آنتونوف-۱۴۸ برخوردار است و از موتورهای پراگرس دی-۴۳۶ استفاده خواهدکرد.

## سفارش‌ها
- ماکسیموس ایر کارگو -استعلام بها[۷]
- سیلک وی ایرلاینز -۱۰ فروند[۸][۹]
- نیروی هوایی سلطنتی سعودی -استعلام بها برای ۳۰ فروند[۱۰]
- نیروی زمینی عراق -۲ فروند[۱۱]
- ای-استار -یک شرکت فناوری در پکن برای تولید مشارکتی در چین[۱۲]
- وزارت کشور اوکراین -۱۳ فروند[۱۳]
- وزارت کشور پرو -۱ فروند[۱۴]